# Bortolo Mutti
Pour les articles homonymes, voir Mutti.
Bortolo Mutti (né le 11 août 1954 à Trescore Balneario, dans la province de Bergame, en Lombardie) est un joueur de football jouant au poste d'attaquant, devenu entraîneur.

## Biographie

### Carrière de joueur
Bortolo Mutti fait son apprentissage dans les équipes de jeunes de l'Inter Milan. Il est prêté lors de la saison 1974-75 à l'US Massese 1919 en Serie C1. L'équipe termine 11e de son groupe et Mutti joue 25 matchs sans marquer de buts. Il rentre à l'Inter Milan, il est à nouveau prêté, en Serie B cette fois, au Pescara Calcio. L'équipe termine 12e, Mutti joue 33 matchs pour 6 buts. Il passe la saison suivante au Calcio Catane : Mutti joue 33 matchs pour 8 buts mais l'équipe termine 19e de la Serie B et est donc reléguée. 
Bortolo Mutti est acheté lors de la saison 1977-1978 par le Brescia Calcio. Mutti restera trois saisons en Serie B au Brescia Calcio, obtenant une 14e, 8e et enfin 3e place qui permet à l'équipe lombarde de monter dans l'élite. Mutti joue au total 109 matchs pour 28 buts. Mais Mutti ne connaîtra pas l'élite avec le Brescia Calcio car il est vendu pour la saison 1980-1981 au Tarante Sport en Serie B. L'équipe terminera 18e et sera donc reléguée en Serie C1. Mutti joue 32 matchs pour 9 buts. 
Après une saison, il rejoint le club de sa ville de naissance, l'Atalanta Bergamasca Calcio lors de la saison 1981-82. L'équipe vient tout juste de descendre en Serie C1. Dès la première saison, le club lombard retrouve la Serie B en terminant 1er de son groupe. Après une saison dans l'antichambre de l'élite (8e), l'Atalanta Bergamasca Calcio retrouve la Serie A à la fin de la saison 1983-84 en remportant le championnat de Serie B. Durant ces trois saisons, Mutti aura joué 99 matchs pour 24 buts marqués. Pour la deuxième fois de sa carrière, il accède avec son équipe à l'élite, mais cette fois encore il va quitter le club avant que la saison débute. 
Ainsi, après cette montée, il signe pour la saison 1984-1985 à l'AC Mantova en Serie C2. Lors de la première saison, l'équipe termine 6e de son groupe. La saison suivante, 1985-86, l'équipe termine 2e, à égalité avec le FC Ospitaletto. Obligé de recourir à un match de barrage, l'AC Mantova s'impose aux tirs au but et monte en Serie C1. Cette montée ne durera qu'une année, l'équipe terminant 15e de son groupe lors de la saison 1986-87. Au terme de cette saison, à 33 ans, Mutti quitte le club après 96 matchs et 28 buts et s'engage avec l'AC Palazzolo qui joue alors en inter-régional. Il commence brièvement une carrière d'entraîneur-joueur avant d'arrêter définitivement et de se concentrer sur sa reconversion. Bortolo Mutti n'aura jamais foulé les terrains de Serie A durant sa carrière.
- 1973-1977 :  Inter Milan
  - 1974-1975 :  US Massese (prêt)
  - 1975-1976 :  Pescara (prêt)
  - 1976-1977 :  Catania (prêt)
- 1977-1980 :  Brescia
- 1980-1981 :  AS Tarante
- 1981-1984 :  Atalanta Bergame
- 1984-1987 :  Mantoue FC
- 1987-1988 :  AC Palazzolo

### Carrière d'entraîneur
Bortolo Mutti entraînera l'équipe de l'AC Palazzolo durant trois ans, et obtiendra lors de la saison 1990-91 une promotion en Serie C1 en terminant 1er de son groupe de Serie C2. Il passe pour la saison 1991-92 et la suivante à la SC Leffe. Dès la première saison, il termine 2e de son groupe et obtient une surprenante promotion en Serie C1. L'équipe continue de surprendre et termine 4e de Serie C1 lors de la saison 1992-93, avec notamment les 13 buts d'un futur grand espoir du football italien Filippo Inzaghi.
Forts de ces succès, Bortolo Mutti est appelé lors de la saison 1993-94 sur le banc de l'Hellas Vérone en Serie B. Il emmène avec lui son buteur fétiche au SC Leffe Filippo Inzaghi. L'équipe, en butte à des difficultés financières, se sauvera difficilement, terminant certes 12e mais à seulement 2 points du premier relégué. Bortolo Mutti, qui voit partir Filippo Inzaghi au Plaisance Calcio, qui emmènera l'équipe en Serie A grâce à ses buts, est néanmoins maintenu. L'équipe terminera la saison 1994-95 de nouveau en milieu de tableau, à la 10e place.  
Après cette expérience mitigée, il signe pour la saison 1995-96 au Cosenza Calcio 1914, toujours en Serie B, avec dans ses rangs le jeune Cristiano Lucarelli qui terminera meilleur buteur du club avec 15 buts. L'équipe terminera en milieu de tableau, 11e, à seulement 3 points du premier relégué.
Il découvre la Serie A lors de la saison 1996-97, lorsqu'il signe pour le Plaisance Calcio. Il a la lourde tâche de remplacer Luigi Cagni, qui était resté six ans au club. L'équipe est renforcé par Pasquale Luiso, meilleur buteur de Serie B la saison précédente avec l'US Avellino. Après un début de saison prometteur, l'équipe va alterner les bons résultats mais aussi plusieurs journées sans victoire, poussant l'équipe dans ses retranchements dans la dernière ligne droite du championnat. La victoire 2-1 lors de la dernière journée contre le Pérouse Calcio condamne de facto l'équipe d'Ombrie à la Serie B et permet au Plaisance Calcio de disputer un match de barrage pour ne pas descendre contre le Cagliari Calcio. Grâce à un doublé de Pasquale Luiso, l'équipe de Mutti l'emporte 3-1 et gagne le droit de rester dans l'élite. 
Pour la saison 1997-98, il signe au SSC Naples, toujours en Serie A. Mais après seulement 4 points en 5 journées de championnat, et une défaite 6-2 à Rome contre l'AS Rome, Bortolo Mutti est remercié et remplacé par le technicien romain Carlo Mazzone. Cette expérience est un gros échec pour l'entraîneur.
Il tente de se relancer la saison suivante, 1998-99, en retournant à l'échelon inférieur, à l'Atalanta Bergamasca Calcio, club de sa ville, avec lequel il avait joué trois saisons. L'équipe vient d'être rétrogradée en Serie B. Malgré les 17 buts de Nicola Caccia, l'équipe manque de peu la montée en terminant 6e, à 3 points du premier promu. 
Bortolo Mutti n'est pas conservé à la tête de l'équipe. Il retourne alors, lors de la saison 1999-2000 au Cosenza Calcio 1914. L'équipe terminera en milieu de tableau, assurant sa permanence en Serie B, à la 11e place, avec la plus mauvaise attaque (seulement 36 buts marqués). Bortolo Mutti est maintenu à la tête de l'équipe la saison suivante. L'équipe effectue un départ canon et mène le classement pendant plus de neuf semaines avant de baisser le pied. Cette baisse de forme se conclura par une 8e place, un bon résultat malgré tout pour une équipe n'ayant pas les joueurs pour lutter pour la montée.
Lors de la saison 2001-02, Mutti signe à l'US Palerme, fraîchement promu en Serie B après 4 ans d'absence. Il parvint à établir l'équipe en milieu de tableau, terminant à la 11e place. Son expérience en Sicile ne dura qu'une année, le club changeant par ailleurs de présidence.
Il signe alors pour la saison 2002-03 à la Reggina Calcio, tout juste promu en Serie A. L'expérience toutefois tourne court : Bortolo Mutti est remercié après 8 journées seulement, et 5 points arrachés. Il est remplacé à la tête de l'équipe par Luigi De Canio.
Il retourne en Sicile pour la saison 2003-04, au FC Messine, en Serie B, lorsqu'il est appelé à remplacer Vincenzo Patania à la tête de l'équipe, bloquée à seulement 3 points après 6 journées. Son premier match est synonyme de première victoire, ce qui va modifier la dynamique de l'équipe jusqu'alors, jusqu'à parvenir à la fin des matchs allers en pleine zone de montée, à la 4e place. L'équipe se renforce au mercato par l'arrivée du buteur argentin Roberto Carlos Sosa. L'équipe ne perdra pas le rythme et, aidée par le buteur maison Arturo Di Napoli (19 buts), obtiendra la montée avec une journée d'avance. L'équipe terminera finalement 3e. C'est un petit exploit pour cette équipe qui retrouve l'élite 40 ans après sa dernière apparition.
Bortolo Mutti, premier artisan de cet exploit, est bien évidemment maintenu pour la saison suivante en Serie A. L'équipe se renforce avec Marco Zanchi et l'attaquant Nicola Amoruso. Le championnat débute à merveille pour l'équipe sicilienne qui bat successivement (2e et 3e journées) l'AS Rome (4-3) et le Milan AC (2-1) au Stadio San Siro. Après 5 journées, l'équipe est deuxième derrière la Juventus FC, avant de rentrer dans les rangs et finir la première partie de saison bien calée en milieu de tableau. À trois matchs de la fin du championnat, les siciliens peuvent toujours prétendre à une place pour la Coupe de l'UEFA, étant 7e et proche de l'US Palerme 6e. Mais le FC Messine reste finalement à la 7e et se qualifie donc pour la Coupe Intertoto, participation à laquelle elle renoncera finalement. C'est toutefois, encore à ce jour, le meilleur classement du club en Serie A.
Bortolo Mutti conserve plus que jamais la confiance de ses dirigeants. Toutefois le club connaît d'importants problèmes financiers qui ont par ailleurs mis en péril son inscription en Serie A pour la saison 2005-06, inscription qui n'est validé que par un tribunal administratif. L'excellent championnat précédent ne se répète pas. Après 31 journées, et seulement 3 victoires à domicile, et l'équipe engluée dans la zone de relégation, Bortolo Mutti est remercié et remplacé par Giampiero Ventura qui ne réussira toutefois pas à sauver le club sur le terrain, mais la rétrogradation de la Juventus FC pour des matchs arrangés permet la réintégration de l'équipe sicilienne.
Sans club lors de la saison suivante, 2006-07, Mutti signe toutefois en février 2007 au Modène FC en Serie B, en remplacement de Daniele Zoratto. L'équipe est 15e et aux portes de la relégation. Mutti réussira sa mission, celle de sauver le club et terminera 16e, à trois points de la zone de relégation. Maintenu la saison suivante, l'équipe fait un bon début de championnat avant de sombrer lors de la phase retour, accumulant 15 matchs sans victoire, ce qui poussera le président à se séparer de son entraîneur en avril 2008. Il est remplacé par son prédécesseur Daniele Zoratto qui parviendra à sauver le club.
En décembre 2008, il signe à la Salernitana Calcio, promu en Serie B et en difficulté, en remplacement de Fabrizio Castori. L'expérience ne dure que 5 matchs, avec seulement 4 points ramassés, et il est remplacé par son prédécesseur Fabrizio Castori. L'équipe a deux points d'avance sur la zone de play-out.
Après une année sans équipe à entraîner, Mutti fait son retour en Serie A en janvier 2010, sur un banc qu'il connaît bien, celui de l'Atalanta Bergamasca Calcio, équipe avec laquelle il a déjà joué et entraîné. Il remplace le démissionnaire Antonio Conte. Après 13 journées sous la direction de l'ancien milieu de terrain de la Juventus FC, l'équipe lombarde n'avait pris que 13 points en 13 matchs et cherchait à sauver sa peau dans l'élite. Après 31 journées, l'équipe se bat toujours pour son maintien : elle est 18e, à 4 points du premier non-relégable. L'équipe est reléguée en fin de saison et il quitte le club.
Le 20 décembre 2011, il remplace Devis Mangia à l'US Palerme et y effectue ainsi son retour, il est également le troisième entraineur de la saison pour le club sicilien.
- 1992-1993 :  UC Albinoleffe
- 1994-1995 :  Hellas Verone
- 1997-oct. 1997 :  SSC Naples
- 1998-1999 :  Atalanta Bergame
- 1999-2001 :  Cosenza
- 2001-2002 :  US Palerme
- 2002-nov. 2002 :  Reggina
- 2003-mars 2006 :  ACR Messine
- fév. 2007-avr. 2008 :  Modene FC
- déc. 2008-jan. 2009 :  Salernitana
- jan. 2010-2010 :  Atalanta Bergame
- fév. 2011-2011 :  AS Bari
- déc. 2011-2012 :  US Palerme
- depuis sep. 2013 :  Padova Calcio

## Palmarès

### Joueur
- 1 championnat de Serie C1 avec l'Atalanta Bergamasca Calcio (1981-82)
- 1 championnat de Serie B avec l'Atalanta Bergamasca Calcio (1983-84)

### Entraîneur
- 1 championnat de Serie C2 avec l'AC Palazzolo (1990-91)